# Larinioides suspicax
Larinioides suspicax là một loài nhện trong họ Araneidae. Loài này được tìm thấy ở Europa đến Centraal-Azië. Loài này được miêu tả khoa học năm 1876